# Límite de Tolman-Oppenheimer-Volkoff
El límite de Tolman-Oppenheimer-Volkoff (TOV) es un límite superior para la masa de estrellas compuestas de materia neutrónica degenerada (estrellas de neutrones). Es análogo al límite de Chandrasekhar para una estrella blanca enana (enana blanca). Cuando una estrella de neutrones lo supera, no puede mantenerse a sí misma, y colapsa en un agujero negro.

## Historia y desarrollo
El límite fue calculado por Julius Robert Oppenheimer y George Michael Volkoff en 1939, usando trabajos anteriores de Richard Chace Tolman y Lev Landau. Oppenheimer y Volkoff adoptaron que los neutrones en una estrella de neutrones formaba un gas de Fermi degenerado frío. Esto lleva a una masa límite de aproximadamente 0.7 veces la masa solar.  Estimaciones modernas predicen una masa límite de entre 1.5 a 3.0 masas solares. La incertidumbre en los valores refleja el hecho de que las ecuaciones de estado para materia extremadamente densa no son bien conocidas, lo que dificulta enormemente precisar el valor mediante cálculo teórico.
Sin embargo, el estudio del evento GW170817, consistente en la emisión de ondas gravitatorias originadas en la fusión de una pareja de estrellas de neutrones y detectado el 17 de agosto de 2017, ha permitido mejorar la incertidumbre, situando ahora el límite TOV entre 2.10 – 2.25 masas solares.
La idea de que debía existir un límite superior absoluto para la masa de un cuerpo frío, en el que no exista una presión térmica interna, sometido a su propia gravedad se remonta a 1932, cuando fue expuesta en un trabajo de Lev Landau, basado en el principio de exclusión de Pauli. Este principio de Pauli por el cual un conjunto de fermiones en un volumen suficientemente pequeño se vería obligado o llenar niveles energéticos tan altos que sus masas en reposo serían despreciables comparadas con la energía cinética relativista de ese conjunto de fermiones. Esa energía cinética está determinada por la longitud de onda cuánticaλ, que será del orden de la magnitud de la distancia media de separación entre fermiones. En términos de unidades de Planck, la constante de Planck reducida ħ, la velocidad de la luz c, y la constante de la gravedad G tiene el valor numérico 1, por lo que la presión en las mismas unidades será del orden

{\displaystyle P={\frac {1}{\lambda ^{4}}}}

En el límite de masa superior, esa presión llegará a ser igual a la presión necesaria para resistir la presión gravitatoria. La presión para resistir la gravedad para una masa M vendrá dada, de acuerdo con el teorema del virial aproximadamente por:

{\displaystyle P^{3}=M^{2}\rho ^{4}}

donde ρ es la densidad. Esto estará dado por ρ = mλ3, donde m es la masa relevante por fermión. Puede verse que la longitud de onda llega a anularse por lo que se obtiene una masa límite aproximada dada por la fórmula simple:

{\displaystyle M={\frac {1}{m^{2}}}}

En esta relación, m puede considerar que vienen dadas por la masa del protón. Esto incluso es aplicable en el caso de las enanas blancas (el llamado límite de Chandrasekhar) para las cuales la presión fermiónica viene asociada a los electrones. Esto es así porque la densidad másica que viene dada por los núcleos en los que los neutrones son más igual de numerosos que los protones. Igualmente los protones, por su la neutra de carga de la materia ordinaria, deben ser iguales en número a los electrones.
En el caso de las estrellas de neutrones, el límite de masa fue calculado por primera vez por Robert Oppenheimer y George Volkoff en 1939, usando el trabajo de Richard Chace Tolman. Oppenheimer y Volkoff asumieron que los neutrones dentro de una estrella de neutrones formada a partir de materia degenerada a partir de un gas de Fermi frío.

## Algunas consideraciones
En una estrella de neutrones más ligera que el límite, el peso de la estrella es soportado por interacciones repulsivas de corta distancia neutrón-neutrón mediadas por la fuerza fuerte y también la presión causada por la degeneración de neutrones. Si una estrella de neutrones es más pesada que el límite, colapsará a una forma aún más densa, pudiendo formar un agujero negro, o cambiar su composición y sostenerse mediante algún otro mecanismo (por ejemplo, por la presión de la degeneración de quarks y convertirse en una estrella de quarks), aunque esto último no está comprobado que pueda ocurrir.
A causa de que las propiedades de otras formas hipotéticas de materia degenerada sean aún menos conocidas que las de materia neutrón-degenerada, muchos astrofísicos adoptan, en la ausencia de evidencias de lo contrario, que una estrella de neutrones por encima del límite colapsa directamente en un agujero negro.
Los agujeros negros formados por el colapso de estrellas individuales tienen una masa en un intervalo de 1.5-3.0 (Límite TOV ) a 10 masas solares.
Un agujero negro formado por el colapso de una estrella individual debe tener una masa que sobrepase el límite Tolman-Oppenheimer-Volkoff. La teoría predice esto a causa de la pérdida de masa durante la evolución estelar. Un agujero negro formado de una estrella aislada debe tener masa no mayor que aproximadamente 10 masas solares. Observacionalmente, a causa de sus grandes masas, relativa fragilidad y espectro de rayos X, un número de objetos masivos binarios de rayos X son propuestos como agujeros negros estelares. Estos candidatos a agujeros negros se estima que tienen entre 3 y 20 masas solares.